# Alcochera aequalis
Alcochera aequalis är en stekelart som beskrevs av Mao-Ling Sheng 1998. Alcochera aequalis ingår i släktet Alcochera och familjen brokparasitsteklar. Inga underarter finns listade i Catalogue of Life.